# Rote Weissbücher
Die Roten Weissbücher sind eine deutschsprachige Buchreihe der 1. Hälfte der 1950er Jahre. Die Reihe wurde in Köln vom Verlag Rote Weissbücher und Kiepenheuer & Witsch (in Komm.) als Forum für Dokumentationen aus den sowjetisch beeinflussten Ländern verlegt. Insgesamt erschienen etwa 20 Titel. Beispielsweise erschienen darin die Erinnerungen an zehn Jahre Haft, Lager und Verbannung in Sibirien von Anté Ciliga (1898–1992), dem jugoslawischen kommunistischen Politiker, der als hoher Funktionär in die Sowjetunion kam, jedoch nach einigen Jahren in Ungnade fiel. Im Verlag Rote Weissbücher erschien unter dem Titel Berliner Kreml von Grigori Klimow, einem Mitarbeiter Marschall Schukows, der 1947 nach Westdeutschland flüchtete, beispielsweise auch eine Darstellung der sowjetischen Militäradministration in Deutschland. Die folgende Übersicht erhebt keinen Anspruch auf Aktualität oder Vollständigkeit.

## Übersicht (Auswahl)
- 1 Gerd Friedrich: Die Freie Deutsche Jugend: Stosstrupp des Kommunismus in Deutschland. 1950
- 2 Hermann Brill: Das sowjetische Herrschafts-System. 1951
- 3 Matthias Kramer: Die Bolschewisierung der Landwirtschaft in Sowjetrussland, in den Satellitenstaaten, in der Sowjetzone. 1951
- 4 Otto Eugen Hasso Becker: Der perfekte Sklavenstaat. 1951
- 5 Margarete Buber-Neumann: Als Gefangene bei Stalin und Hitler. 1952 (Lizenzausgabe aus dem Verlag der Zwölf, München 1949)
- 6 Ein Gott der keiner war. Arthur Koestler, André Gide, Ignazio Silone, Louis Fischer, Richard Wright, Stephen Spender schildern ihren Weg zum Kommunismus und ihre Abkehr. Mit einem Vorwort von Richard Crossman und einem Nachwort von Franz Borkenau. Lizenzausgabe Europa Verlag, 1952 (The God that failed Originaltitel in englischer Sprache, Hamilton 1950. )
- 7 Lothar von Balluseck: Kultura: Kunst und Literatur in der sowjetischen Besatzungszone. 1952
- 8 Gerd Friedrich: Der Kulturbund zur demokratischen Erneuerung Deutschlands. 1952

- 9 Gustaw Herling-Grudziński: Welt ohne Erbarmen. 1953
- 10 Gerd Friedrich: Die Pankower Sowjetrepublik und der deutsche Westen. 1953
- 12 Anté Ciliga: Im Land der verwirrenden Lüge. Zehn Jahre hinter dem Eisernen Vorhang. 1953

- 14 Carola Stern: Die SED: Ein Handbuch über Aufbau, Organisation und Funktion des Parteiapparates. 1954

weitere Bücher des Verlags Rote Weissbücher
- Grigori Petrowitsch Klimow: Berliner Kreml. Mit einem Nachwort von Ernst Reuter. Übersetzung aus dem Russischen von Irina Finkenauer-Fuess. 1951
- Leo Trotzki: Stalin: eine Biographie. 1953
- Einsicht und Umkehr: 3 Bekenntnisse. Arthur Koestler; Ignazio Silone; Louis Fischer. 1953
- Herman F. Achminow: Warum ändern die Sowjets ihren Kurs? 1953